# Hackus und Knieste

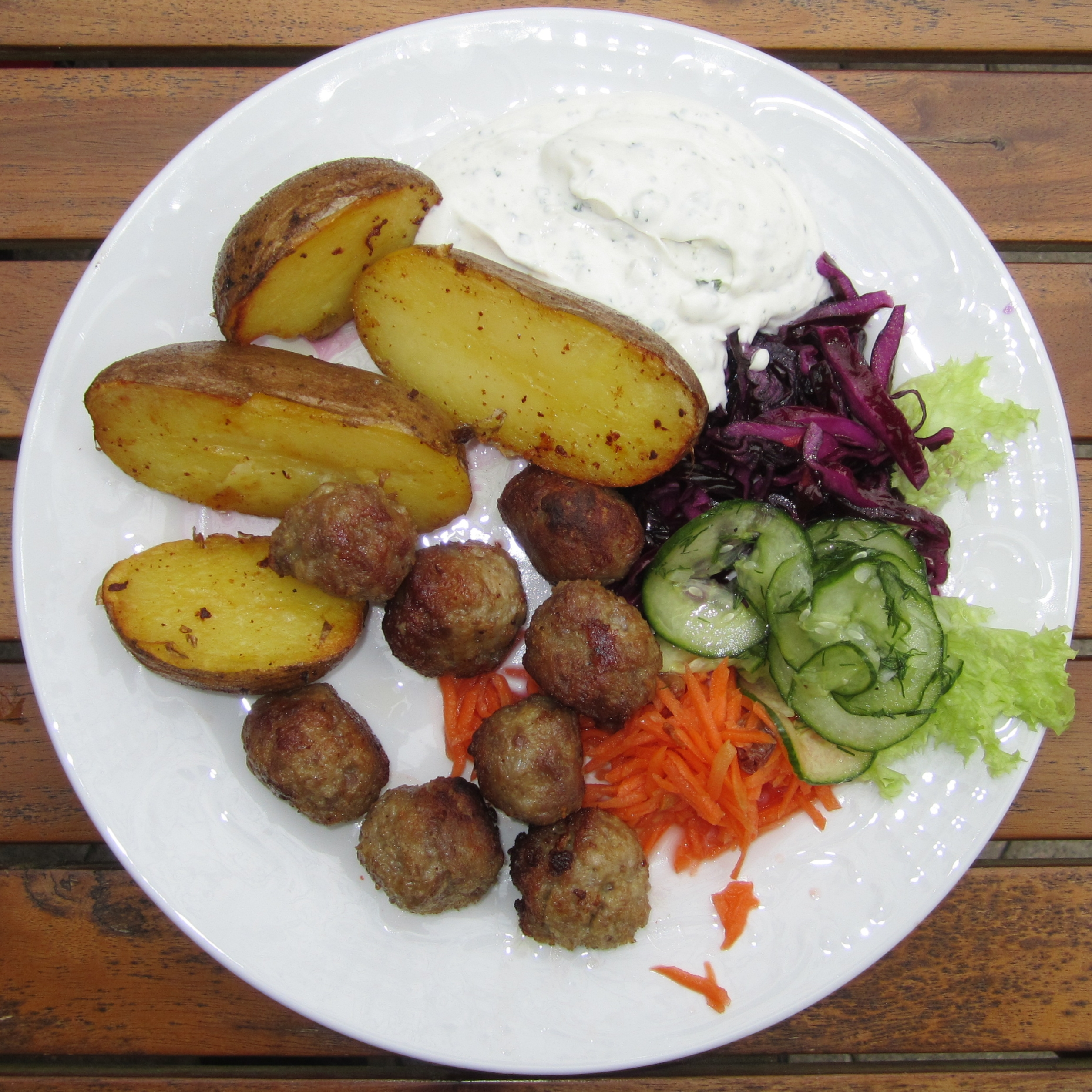
Hackus & Knieste als Variante mit gebratenen Hackfleischbällchen

Hackus und Knieste ist ein für den Harz typisches einfaches Gericht. Es besteht in der Hauptsache aus sorgfältig gereinigten, halbierten, mit Öl bestrichenen und mit Salz und Kümmel gewürzten Kartoffeln (Knieste), die auf einem Backblech bei etwa 200 °C eine Stunde im Herd durchgebacken werden. Dazu werden mit Zwiebel und Eigelb vermischtes und mit Salz und Pfeffer gewürztes Hackfleisch (Hackus) und Gurken gereicht. Das Hackfleisch kann roh, wie Hackepeter, oder gebraten, wie eine Frikadelle, dazugereicht werden. 
Es gibt zahlreiche Variationen des Knieste, zum Beispiel kann der Kümmel durch andere Gewürze ersetzt werden.
Ursprünglich bezog sich der Begriff nur auf einen Hackbraten (Hackus) mit in der Schale gebackenen Kartoffeln (Knieste).